# Villa Abecia
Villa Abecia (chiamata anche Camataqui) è un comune (municipio in spagnolo) della Bolivia nella provincia di Sud Cinti (dipartimento di Chuquisaca) con 3.332 abitanti (dato 2010).

## Cantoni
Il comune è suddiviso in 2 cantoni (popolazione 2001).
- Tarcana - 893 abitanti
- Villa Abecia - 2.302 abitanti